# Museo del Carro y Aperos de Labranza
El Museo del Carro y Aperos de Labranza es un museo etnográfico situado en el municipio español de Tomelloso. Fue fundado en los años 1960 y alberga una colección de más de 400 objetos relacionados con los trabajos agrícolas y la vida doméstica, además de contar con documentos gráficos y fotográficos. El museo cuenta con el apoyo de la Asociación de Amigos del Museo del Carro.
El 20 de octubre de 1970 se inauguró un bombo construido en piedra seca por Pablo Moreno, quien usó más de dos millones de piedras. En su interior hay estancias para labradores, los aperos y los animales para el trabajo agrícola. Cuenta con una entrada con arco de medio punto y chimenea. Los bombos eran construcciones típicas de la zona que servían para cobijar a los agricultores en el campo y para guardar sus enseres.
Desde 1996 funciona también una escuela taller, que ha construido la Cocinilla Manchega y trabaja para construir una hospedería manchega.